# Ausstrahlung (Atmosphäre)
In der Meteorologie versteht man unter Ausstrahlung meist die Wärmeabgabe der Erdoberfläche an die darüber liegenden Luftschichten und in der Geophysik analog die Wärmeabgabe der gesamten Atmosphäre in Form von Wärmestrahlung an den Weltraum.
Die Ausstrahlung von der Erdoberfläche kann während der Nacht, da in dieser Zeit die Einstrahlung der Sonne fehlt, und besonders bei einem wolkenlosen Himmel und trockener Luft, zu starken Temperaturrückgängen bodennaher Luftschichten führen. Bei vorhandener Wolkendecke oder Dunstschicht wird ein größerer Teil der Wärmestrahlung als atmosphärische Gegenstrahlung wieder zur Erde zurückgelenkt. Diesen Effekt, der auch tagsüber durch die Bewölkung sowie generell durch Treibhausgase bewirkt wird, nennt man Treibhauseffekt.
Die effektive Ausstrahlung ist die Differenz aus der Ausstrahlung der Erdoberfläche und der Gegenstrahlung.